# Lygosoma vinciguerrae
Lygosoma vinciguerrae är en ödleart som beskrevs av  Parker 1932. Lygosoma vinciguerrae ingår i släktet Lygosoma och familjen skinkar. Inga underarter finns listade i Catalogue of Life.